# Aurora (Breaking Benjamin)
Aurora è un album in studio del gruppo musicale statunitense Breaking Benjamin, pubblicato nel 2020.
Si tratta di un disco di brani già editi rielaborati in versione rock acustico.

## Tracce
1. So Cold – 4:33
2. Failure (featuring Michael Barnes) – 3:38
3. Far Away (featuring Scooter Ward) – 4:52
4. Angels Fall – 3:46
5. Red Cold River (featuring Spencer Chamberlain) – 3:19
6. Tourniquet – 4:22
7. Dance with the Devil (featuring Adam Gontier) – 3:44
8. Never Again – 3:42
9. Torn in Two – 4:05
10. Dear Agony (featuring Lacey Sturm) – 4:16

## Formazione
Breaking Benjamin
- Benjamin Burnley – voce, chitarra
- Jasen Rauch – chitarra
- Keith Wallen – chitarra
- Aaron Bruch – basso
- Shaun Foist – batteria

Ospiti
- Michael Barnes – voce (traccia 2)
- Spencer Chamberlain – voce (5)
- Adam Gontier – voce (7)
- Lacey Sturm – voce (10)
- Scooter Ward – voce (3)